# Bank Indonesia
El Bank Indonesia es el banco central de Indonesia. Opera en 37 oficinas a lo largo de Indonesia y 4 oficinas representativas en Nueva York, Londres, Tokio y Singapur. Su gobernador desde 2013 es Agus Martowardojo.

## Historia
Bank Indonesia fue fundado el 1 de julio de 1953 tras la nacionalización de De Javasche Bank (un banco neerlandés de la época colonial) ordenada por Sukarno. Durante los siguientes quince años Bank Indonesia realizó actividades comerciales así como actuar como el banco de la nación. Esto llegó a su fin con una ley de 1968 (sustituida posteriormente por otra en 1999), de manera que el banco se libró de las injerencias del Gobierno. Posteriormente, el banco informa al Consejo de Representantes del Pueblo en lugar de al presidente, y el gobernador del banco ya no era un miembro del gabinete.

## Organización
El banco está dirigido por la Junta de Gobernadores, integrada por el gobernador, un gobernador adjunto de categoría superior y entre cuatro y siete gobernadores adjuntos.
El gobernador y los gobernadores adjuntos dirigen un mandato de cinco años, y son reelegibles por un máximo de dos mandatos.
El gobernador y el gobernador adjunto de categoría superior son propuestos y nombrados por el presidente, con la aprobación del Consejo de Representantes del Pueblo. Los gobernadores adjuntos son nombrados por el gobernador y nombrados por el presidente, con aprobación del Consejo de Representantes del Pueblo.
El presidente no tiene poder para destituir a un miembro de la Junta, excepto cuando un miembro de la junta directiva dimite voluntariamente, es incapacitado permanentemente o se demuestra su culpabilidad en un delito.
La reunión de la Junta de Gobernadores es el foro de toma de decisiones más alto. Tiene lugar al menos una vez al mes para decidir sobre política general en materia de asuntos monetarios, y por lo menos una vez a la semana para evaluar la aplicación de la política o decidir sobre otros principios políticos estratégicos.

## Objetivos estratégicos
Los objetivos estratégicos de Bank Indonesia son los siguientes:
1. Mantener la estabilidad monetaria
2. Mantener la sostenibilidad financiera de Bank Indonesia
3. Reforzar la eficacia de la gestión monetaria
4. Crear un sólido y eficaz sistema bancario y la estabilidad del sistema financiero
5. Mantener la seguridad y la eficacia del sistema de pago
6. Aumento de la eficacia de la aplicación Good Governance
7. Fortalecer la organización y construir recursos humanos altamente competentes con el apoyo de un conocimiento basado en la cultura del trabajo

### Lista de gobernadores
|   | Nombre               | Período   |
| 1 | Radius Prawiro       | 1966-1973 |
| 2 | Rachmat Saleh        | 1973-1983 |
| 3 | Arifin Siregar       | 1983-1988 |
| 4 | Adrianus Mooy        | 1988-1993 |
| 5 | Soedrajad Djiwandono | 1993-1998 |
| 6 | Syahril Sabirin      | 1998-2003 |
| 7 | Burhanuddin Abdullah | 2003-2008 |
| 8 | Boediono             | 2008-2013 |
| 9 | Agus Martowardojo    | 2013-     |